# Saison 11 des Griffin
Chronologie
Saison 10 Saison 12
La onzième saison de la série d'animation Les Griffin (Family Guy) se compose de vingt-deux épisodes et est initialement diffusée aux États-Unis du 30 septembre 2012 au 29 mai 2013 sur la chaîne Fox et en simultané sur le réseau Global au Canada. En France elle a été disponible en français sur Netflix du 1er janvier 2015 au 1er janvier 2020.
Le DVD Zone 1 de la saison est commercialisé le 17 décembre 2013, le DVD Zone 2 le 9 juin 2014, et le DVD zone 4 le 14 mai 2014.

## Développement
Dans cette saison, les Griffin décident d'escalader le mont Everest (Escalade) ; Lois entre dans sa crise de la quarantaine (Lois se lâche), et Meg tombe amoureuse d'un garçon aussi stupide que son frère Chris (Bénéfices d'amitié). La saison présente également le 200e épisode de la série. Certains épisodes sont initialement révélés au Comic-Con de 2012. Quagmire se marie accidentellement avec une prostituée (La fille déchoit), Peter devient dealer de meth (La ferme du dealer), et Chris emménage chez Herbert (Chris Country). Également, Brian et Stewie voyagent à travers Vegas par téléportation.
Un épisode de la saint-Valentin est diffusé aux États-Unis le 10 février 2013. L'épisode Jésus, Marie, Joseph est programmé le 16 décembre 2012, mais remplacé par une rediffusion de l'épisode Le vieux grincheux afin de respecter la mémoire des victimes de la tuerie à l'école de Sandy Hook,. L'épisode est diffusé une semaine après, le 23 décembre 2012.
Dans la version originale, les acteurs J. J. Abrams, Mark Burnett, Dick Wolf, Jon Hamm, Elizabeth Banks, Sandra Bernhard, Dan Castellaneta, Christina Milian, et Johnny Depp, prêtent leur voix dans cette saison.

## Épisodes
| No. série | No. saison | Titres (France et Québec)                                            | Titre original              | Réalisation    | Scénario                          | Date de diffusion (FOX) | Dates de diffusion MCM Télétoon  | Code prod. | Audience |
| --- | ---------- | -------------------------------------------------------------------- | --------------------------- | -------------- | --------------------------------- | ----------------------- | -------------------------------- | ---------- | -------- |
| SP7 | 0          | 200 épisodes plus tard                                               | 200 Episodes Later          | Brad Lachman   | Michael O'Rourke                  | 11 novembre 2012        | 18 novembre 2015 6 février 2014  | AACX45     | 5.57     |
| Cet épisode spécial est le 200e de la série. Sorte d'épisode bonus, vous pourrez voir l'envers du décor de Family Guy, expliqué par toute l'équipe de production. |            |                                                                      |                             |                |                                   |                         |                                  |            |          |
| 189 | 1          | Griffin contre Fishman À l'assaut du sommet                          | Into Fat Air                | Joseph Lee     | Alec Sulkin                       | 30 septembre 2012       | 12 novembre 2015 9 janvier 2014  | 9ACX21     | 6,55     |
| Peter, jaloux d'un ex de Lois décide d'embarquer la famille dans une expédition montagnarde afin de concurrencer. Ils entament un tour du monde puis escaladent l'Everest où ils se font battre. Ils les sauvent finalement du gel et Peter révèle qu'il a mangé leur fils. |            |                                                                      |                             |                |                                   |                         |                                  |            |          |
| 190 | 2          | Peter tout-puissant Le gars du câble                                 | Rating Guy                  | James Purdum   | Dave Ihlenfeld et David Wright    | 7 octobre 2012          | 13 novembre 2015 16 janvier 2014 | AACX01     | 6.70     |
| Les Griffin sont sélectionnés comme étant une famille Nielsen mais Peter va se laisser envahir peu à peu par le pouvoir. La ville entière s'insurge contre lui et il ne sait plus quoi faire. Quand il se blesse, il n'a même pas le droit de se faire soigner, ses amis le rejettent du bar où il traîne avec eux car il s'est auto-proclamé le Dieu télévisé. Il finit par s'excuser de son comportement mais se moque d'Homer Simpson en disant que pour une fois les Griffin n'ont pas copié les Simpson. |            |                                                                      |                             |                |                                   |                         |                                  |            |          |
| 191 | 3          | Le vieil homme et le cancer Le vieux à l'article de la mort          | The Old Man and The Big C   | Brian Iles     | Mike Desilets et Anthony Blasucci | 4 novembre 2012         | 16 novembre 2015 23 janvier 2014 | 9ACX22     | 5,11     |
| Peter, Brian et Joe découvrent au cours d'un match de baseball que Quagmire porte une perruque. Le fait d'être partiellement privé de cheveux pousse le pilote à se conduire comme un vieil homme et il a recours à une implantation capillaire pour retrouver sa jeunesse d'antan. Dans le même temps, Brian et Stewie découvrent que Carter a trouvé un vaccin anti-cancer. Ils essaient de prouver que c'est un imposteur mais échouent. Carter arnaque sa famille en promettant de révéler le secret du vaccin qui s'avère en fait un simple échantillon de déodorant corporel. |            |                                                                      |                             |                |                                   |                         |                                  |            |          |
| 192 | 4          | AutoReverse Niffirg Sel                                              | Yug Ylimaf                  | John Holmquist | Mark Hentemann                    | 11 novembre 2012        | 17 novembre 2015 30 janvier 2014 | AACX04     | 5,57     |
| Brian se sert de la machine à voyager dans le temps de Stewie pour impressionner des femmes mais il en abuse et active un compteur. Il désire réparer la machine et il la casse, ce qui a pour conséquence d'inverser le cours du temps et de faire en sorte que Stewie doive retourner dans le ventre de sa mère après avoir vu Bonnie enceinte. Brian réussit à fixer les choses et nous apprenons que c'est lui qui a en fait choisi le nom de Stewie. |            |                                                                      |                             |                |                                   |                         |                                  |            |          |
| 193 | 5          | La vengeance de Joe                                                  | Joe's Revenge               | Bob Bowen      | Julius Sharpe                     | 18 novembre 2012        | 19 novembre 2015 13 février 2014 | AACX03     | 5,14     |
| Joe découvre que le criminel responsable de sa paralysie est en fuite. Cet épisode efface l'histoire du Grinch rendant Joe paralysé. Joe raconte qu'en fait, il a été paralysé par cet homme alors qu'il enquêtait sous couverture et que son identité a été découverte, l'homme lui ayant tiré aux jambes. S'alliant à Quagmire et à Peter, il neutralise le bandit alors que Lois s'occupe énormément du chat de Quagmire, rendant Brian jaloux. Souhaitant paralyser son adversaire, Joe le tue accidentellement. |            |                                                                      |                             |                |                                   |                         |                                  |            |          |
| 194 | 6          | Quand la mère se déchaîne Lois sort de sa coquille                   | Lois Comes Out of Her Shell | Joe Vaux       | Danny Smith                       | 25 novembre 2012        | 20 novembre 2015 20 février 2014 | AACX05     | 5,77     |
| C'est l'anniversaire de Lois qui traverse une crise de la quarantaine après que Peter lui ait lu un poème. Elle change alors de style de vie et décide d'adopter un comportement plus jeune. Peter, épuisé par le fait de la suivre à chaque fois, finit par tabasser Justin Bieber après que Lois soit allée à un de ses concerts et explique à Lois qu'elle doit assumer son âge. Stewie recueille une tortue machiavélique qui lui en fait voir de toutes les couleurs et Super Mario le sauve. |            |                                                                      |                             |                |                                   |                         |                                  |            |          |
| 195 | 7          | D'amitié et d'eau fraîche Amis non modernes                          | Friends Without Benefits    | Jerry Langford | Cherry Chevapravatdumrong         | 9 décembre 2012         | 23 novembre 2015 27 février 2014 | AACX02     | 5,64     |
| Meg a enfin un copain mais il est révélé qu'il s'intéresse uniquement aux hommes. Aussi, quand il développe un sérieux coup de foudre sur Chris, Meg pousse son frère à sortir avec lui. Stewie, lui, pense que Kent a des vues sur lui. Meg demande à Chris de coucher avec Kent, mais quand il refuse, elle tente de le droguer mais renonce quand il lui prouve qu'il est toujours en bons termes avec elle sur le plan fraternel. Kent découvre la vérité et les deux garçons ont honte de Meg mais Brian la réconforte. |            |                                                                      |                             |                |                                   |                         |                                  |            |          |
| 196 | 8          | La bible selon saint Peter Jésus, Marie, Joseph!                     | Jesus, Mary and Joseph!     | Julius Wu      | Tom Devanney                      | 23 décembre 2012        | 24 novembre 2015 6 mars 2014     | AACX07     | 5,49     |
| Peter va recréer l'histoire des origines de Noël. Pour ce faire, il incarne Joseph, Lois est Mary, Stewie est Jésus, Meg la mule, Chris le jeune tambour, Brian est Robbie et Cleveland, Quagmire et Joe les rois mages. Tandis que Carter tient le rôle du roi Herod. |            |                                                                      |                             |                |                                   |                         |                                  |            |          |
| 197 | 9          | Le Cosmonaze Cadet de l'espace                                       | Space Cadet                 | Pete Michels   | Alex Carter                       | 6 janvier 2013          | 25 novembre 2015 13 mars 2014    | AACX06     | 7,21     |
| Après que Peter et Lois se soient fait du souci à propos de Chris,il pense que ses parents le trouvent bête et pour lui prouver le contraire, ceux-ci l'envoient dans un camp d'espace pour lui remonter le moral. À son retour, Chris devra utiliser ce qu'il a appris pour remettre sa maison sur terre après que celle-ci s'est retrouvée sur orbite. |            |                                                                      |                             |                |                                   |                         |                                  |            |          |
| 198 | 10         | La pièce de Brian                                                    | Brian's Play                | Joseph Lee     | Gary Janetti                      | 13 janvier 2013         | 26 novembre 2015 20 mars 2014    | AACX08     | 6,01     |
| Brian écrit une pièce qui lui monte à la tête et il perd confiance en lui quand il se rend compte que Stewie a écrit une pièce de théâtre bien meilleure que la sienne. |            |                                                                      |                             |                |                                   |                         |                                  |            |          |
| 199 | 11         | Épouse de seconde main Ce qui se passe à Boston...                   | The Giggity Wife            | Brian Iles     | Andrew Goldberg                   | 27 janvier 2013         | 27 novembre 2015 27 mars 2014    | AACX09     | 5,63     |
| Peter et ses amis visitent le campus de Harvard où Joe peut rendre à un étudiant une carte empruntée. Après une nuit d'ivresse, Quagmire finit par épouser accidentellement une prostituée. Il tente de se faire passer pour gay mais est surpris de regarder du porno hétéro. Il doit faire passer Peter pour son amant afin d'annuler le mariage. La prostituée ne le croit toujours pas et insiste pour avoir une preuve sexuelle. Finalement elle accepte de divorcer de lui car il l'a bien traitée. |            |                                                                      |                             |                |                                   |                         |                                  |            |          |
| 200 | 12         | Les massacres de la Saint-Valentin La St-Valentin à Quahog           | Valentine's Day in Quahog   | Bob Bowen      | Daniel Palladino                  | 10 février 2013         | 30 novembre 2015 3 avril 2014    | AACX11     | 4,71     |
| Plusieurs histoires pour cet épisode dédié à l'amour : - Peter et Lois prévoient de passer la journée au lit. Cependant, les choses tournent mal quand Peter reçoit un appel de sa précédente petite amie qu'il n'aime plus. Lorsque le jour s'achève, Peter demande à Lois si elle se souvient de leur mariage et avoue avoir couché avec une autre femme durant la cérémonie. - Meg rencontre un jeune homme sur Internet qui ne résiste pas à son charme et qu'elle trouve beau. Mais elle est droguée lors du premier rendez-vous par ledit jeune homme qui trafique des reins. Il accepte néanmoins de lui restituer le sien après avoir passé une bonne journée en sa compagnie. - Après avoir mis un coup d'un soir à la porte, Quagmire touche le sèche-cheveux de sa « compagne » et se retrouve transformé en femme aux yeux des autres. Il décide de devenir lesbienne. - Consuela brave les frontières pour retrouver son mari prisonnier. - Chris rencontre la nièce de Herbert. Il en tombe amoureux et elle use des conseils de son oncle à la manière de Cyrano de Bergerac pour lui décrocher un rendez-vous. - Le maire West surprend sa femme dans les bras d'un autre et tente de la raisonner. - Stewie remonte le temps afin de voir à quoi ressemblait l'amour dans les années soixante et il embrasse une fille qui est en fait Lois quand elle était plus jeune. Il en vomit de dégoût. - Brian, enfin, découvre que Stewie a réuni toutes ses ex pour savoir la raison de l'échec de sa vie amoureuse. Quand elles le poursuivent à travers Quahog, il sélectionne les meilleures d'entre elles pour avoir une orgie avec.                                                                       |            |                                                                      |                             |                |                                   |                         |                                  |            |          |
| 201 | 13         | Qui vole un œuf, vole un bœuf Chris découche                         | Chris Cross                 | Jerry Langford | Anthony Blasucci et Mike Desilets | 17 février 2013         | 1er décembre 2015 10 avril 2014  | AACX10     | 4,87     |
| Au lycée, Chris est moqué à cause de ses chaussures. Quand Peter et Lois refusent de lui en acheter des neuves, il décide de voler de l'argent à sa mère. Stewie, lui, revient d'une fête d'anniversaire qui s'est mal passée et en écoutant la radio, il succombe à la voix charmeuse d'Anne Murray. Meg surprend Chris en train de dérober l'argent et accepte de ne rien dire si lui en échange exauce toutes ses corvées. Stewie est surpris par Brian et il tente de le faire changer d'opinion. Il n y arrive pas dans un premier temps mais finalement Brian après avoir écouté un morceau, a un souvenir de sa jeunesse et devient convaincu. Après cela, Chris en a assez d'être l'esclave de Meg et il déménage pour vivre avec Herbert qui se satisfait de sa compagnie. Plus tard, Stewie et Brian continuent à écouter des chansons d'Anne Murray mais sont en désaccord sur le message de l'une d'entre elles. Herbert déchante de plus en plus quand Chris sème la panique dans ses vidéos pédophiles et ne fait jamais le ménage. Meg part à sa recherche. Stewie et Brian arrivent au Canada où Stewie séquestre Anne Murray chez elle en la forçant à chanter après qu'elle a révélé ne pas avoir composé une seule de ses chansons. Herbert met Chris dehors et Meg et lui s'excusent chacun auprès de l'autre. |            |                                                                      |                             |                |                                   |                         |                                  |            |          |
| 202 | 14         | Call Girl                                                            | Call Girl                   | John Holmquist | Wellesley Wild                    | 10 mars 2013            | 2 décembre 2015 17 avril 2014    | AACX12     | 5,27     |
| Chris a construit un nichoir pour oiseaux et le montre à Peter. Ce dernier décide alors de devenir un éleveur de faucons pour le plus grand déplaisir de Stewie. Il se balade partout avec son faucon mais bientôt provoque un tel accident qu'il est forcé de payer une somme astronomique, laissant la famille dans la ruine la plus complète. Lois doit donc trouver un travail et un homme dirigeant un service de prostitution téléphonique lui en propose un qu'elle finit par accepter, s'étant laissée corrompre par l'argent. Plus tard, Quagmire, fidèle client du service donne le numéro à Peter, qui se plaint auprès de ses amis de ne pas avoir couché depuis longtemps. Mais si Lois reconnait la voix de Peter à l'autre bout du fil, lui n'a aucune idée de l'identité de son interlocutrice. Quand il accepte enfin de la rencontrer, il découvre la vérité huit heures après. Finalement, Peter et Lois admettent qu'ils doivent être des âmes sœurs pour s'être retrouvés sous une fausse identité. |            |                                                                      |                             |                |                                   |                         |                                  |            |          |
| 203 | 15         | Le cowboy au turban Cowboy à turban                                  | Turban Cowboy               | Joe Vaux       | Artie Johann et Shawn Ries        | 17 mars 2013            | 3 décembre 2015 24 avril 2014    | AACX13     | 4,92     |
| Peter et ses amis sont las de la routine qui pèsent dans leurs vies et décident de faire du parachute. C'est alors que Peter, qui ne s'y prend pas très bien, a un accident qui l'envoie à l'hôpital. Là, il rencontre un musulman, Mamoud, qui tente de le convertir à l'Islam. Quagmire et Joe essaient d'intervenir. Il s'avère qu'il avaient raison quand Peter découvre que Mamoud est en réalité un terroriste. Peter souhaite lâcher l'affaire mais Joe le convainc de jouer le jeu. Seulement on découvre qu'il porte un microphone planqué sous ses vêtements. Grâce à Joe, Mamoud échoue dans sa tentative de faire exploser un pont. |            |                                                                      |                             |                |                                   |                         |                                  |            |          |
| 204 | 16         | 12 hommes dans une poudrière 12 hommes à huis clos                   | 12 and a Half Angry Men     | Pete Michels   | Ted Jessup                        | 24 mars 2013            | 4 décembre 2015 1er mai 2014     | AACX14     | 5,16     |
| Le maire Adam West est accusé de meurtre après qu'un de ses domestiques ait été retrouvé poignardé dans son manoir. Un jury composé de Bruce, Tom, Carl, Consuela, Seamus, Quagmire, Peter, Brian, Carter, Mort, Elmer Hartman et Herbert se réunit pour statuer sur son sort. Seul Brian le croit innocent et s'apprête à changer son vote lorsque Herbert vote à son tour non coupable. Quagmire qui pense que Brian n'a rien compris finit par réaliser qu'il y a sûrement une chance à l'innocence du maire quand après avoir convaincu les membres du jury de simuler une orgie, il réalise qu'un témoin ayant participé à des pratiques sexuelles pendant le meurtre n'aurait pu regarder par la fenêtre. Le débat se poursuit et à présent six des jurés ont voté coupable pendant que l'autre moitié clame toujours l'innocence du maire. Tom Tucker après hésitation, finit par voter non coupable également. Encore plus tard, Carter se retrouve l'unique personne du jury à toujours croire West coupable. Il finit par avouer qu'il est le véritable auteur du meurtre et qu'il a tout mis sur le dos du maire parce qu'il le déteste. Le maire est finalement innocenté et chacun rentre chez soi. Stewie fait remarquer qu'un maniaque rôde dans le coin. |            |                                                                      |                             |                |                                   |                         |                                  |            |          |
| 205 | 17         | Bigfat Peter des Bois                                                | Bigfat                      | Julius Wu      | Brian Scully                      | 14 avril 2013           | 7 décembre 2015 8 mai 2014       | AACX15     | 5,02     |
| Après une séquence imaginaire dans laquelle les Smith d'American Dad et Hank Hill des rois du Texas envahissaient la maison, Peter se réveille et découvre que Quagmire fabrique une cage à poules pour Stewie. Parce qu'il comprend relativement bien le français, Quagmire suggère que lui et ses amis pourraient partir en road trip au Canada à bord d'un avion privé. Peter veut faire le malin mais sa cascade ouvre les portes de l'appareil et casse les deux jambes de Quagmire. Peter, le seul à pouvoir se déplacer, est envoyé chercher du secours. Deux mois plus tard, il donne enfin signe de vie mais la famille le retrouve complètement sauvage et retourné à l'état primitif. Stewie fait de son mieux pour l'aider à chanter et Lois retrouve son mari en pleine nuit en train de fouiller les poubelles. La famille accepte de rendre Peter à la nature mais lorsqu'il entend Meg lui dire au revoir, il réussit non sans mal à lui demander de se taire, retrouvant peu à peu la capacité de parler. De retour à son état normal, Peter annonce qu'il part en club de strip-tease avec ses copains. |            |                                                                      |                             |                |                                   |                         |                                  |            |          |
| 206 | 18         | Il faut sauver Rupert Rappel cruel                                   | Total Recall                | Joseph Lee     | Kristin Long                      | 28 avril 2013           | 8 décembre 2015 15 mai 2014      | AACX16     | 4,89     |
| La compagnie qui fabrique les ours en peluche dont Rupert annonce que tous les produits sont défectueux et doivent être récupérés. Stewie s'aperçoit trop tard que Rupert a été amené. Peter tombe malade mais Lois trouve cela excitant car il a une voix plus performante. Stewie demande de l'aide à Brian après que l'usine ait envoyé une girafe en guise de jouet de remplacement. Peter se rend à son tournoi de bowling et a l'air bien mieux mais préfère continuer à faire semblant d'être malade pour retrouver sa voix performante. Stewie et Brian se retrouvent à l'usine dans laquelle ils aperçoivent des dizaines de milliers de jouets identiques à Rupert. Les bêtises de Peter portent leurs fruits quand il se retrouve vraiment mal portant et demande à Lois de le remplacer pour le tournoi, ce qu'elle accepte de faire après mûre réflexion. Stewie et Brian finissent par localiser Rupert et s'en vont avec. Lois fait un score si impressionnant au bowling que Quagmire et Joe l'élisent comme nouvelle amie, rejetant du même coup Peter qui en devient jaloux. De retour à la maison, Stewie s'aperçoit que l'œil de Rupert est en train de se détacher, et il le mange avant de devenir tout bleu. Chris fait remarquer que Stewie est parti pour une contrée meilleure pendant que Lois permet à Peter de regagner ses amis. |            |                                                                      |                             |                |                                   |                         |                                  |            |          |
| 207 | 19         | Y a-t-il un ivrogne pour sauver l'Huître? Sauvons la Palourde        | Save the Clam               | Brian Iles     | Chris Sheridan                    | 5 mai 2013              | 9 décembre 2015 22 mai 2014      | AACX18     | 4,79     |
| Durant une partie de softball, Jérôme tue accidentellement Horace, le propriétaire du bar où Peter et ses copains ont l'habitude de traîner. Par conséquent, ils doivent se trouver un nouvel endroit où boire et essayent de picoler chez eux, ce que Lois refuse. Quand ils découvrent que le bar est sur le point d'être démoli, Peter, Quagmire et Lois protestent et Joe se joint à eux. Jérôme révèle que grâce à son équipement sportif, le bar est toujours ouvert mais Peter et ses amis sont déçus d'être relégués au second plan. Pendant ce temps, à l'enterrement d'Horace, Meg est embauchée par le directeur qui réalise qu'elle manque d'émotion et commence son nouveau travail mais Chris et ses blagues viennent quelque peu perturber ses tâches. |            |                                                                      |                             |                |                                   |                         |                                  |            |          |
| 208 | 20         | Breaking Bide Vive la campagne                                       | Farmer Guy                  | Mike Kim       | Patrick Meighan                   | 12 mai 2013             | 10 décembre 2015 29 mai 2014     | AACX19     | 4,82     |
| La famille réalise qu'elle a été cambriolée. Peter se résout contre l'avis de sa femme à vendre la maison pour s'établir à la campagne. Brian décide de se rendre à l'université pour faire des recherches sur la demeure quand les Griffin réalisent que des singes malades ont infesté la région. Après ça, une tornade force les Griffin à se réfugier dans la seule pièce non détruite : un laboratoire de meth que Peter s'emploie contre l'avis de Lois à redistribuer. Lois cède et bientôt Stewie se retrouve pris d'une toux si violente que Peter, devenu paranoïaque, fait suivre le courrier par des oiseaux. Brian revient et découvre ce qui s'est passé. Lois décide de revendre la ferme et à la suite d'une inondation de drogues causée dans la ville à cause de Peter, les Griffin peuvent reprendre leur ancien logement grâce à une baisse des actions immobilières. |            |                                                                      |                             |                |                                   |                         |                                  |            |          |
| 209 | 21         | Voyages à Las Vegas En route pour Vegas                              | Roads to Vegas              | Greg Colton    | Steve Callaghan                   | 19 mai 2013             | 11 décembre 2015 5 juin 2014     | AACX20     | 5,28     |
| Brian remporte des tickets de concert pour aller voir Céline Dion à Las Vegas. Stewie suggère d y aller par téléportation. Pensant au départ que la machine a bugué, ils sont forcés d aller à Vegas par leurs propres moyens. En réalité, la machine les a clonés et pendant que le premier duo s'envole pour Vegas, le second y parvient de manière téléportée. Le premier duo arrive à l'hôtel et passe un maximum de bon temps pendant que le second connait de gros problèmes. Le Brian du second duo veut retourner à Quahog mais Stewie l'informe qu'il a déjà parié l'argent du retour.Peter, lui, essaye de décrocher vainement une ruche d'un arbre. Brian admet qu'il ne peut même pas demander à Lois de venir le chercher, étant donné qu'il lui a emprunté des sous pour le voyage. Les histoires se croisent quand le premier duo échange par accident le sac rempli d'argent de Stewie avec celui du second duo, vide. Le premier duo est ensuite surpris par un cambrioleur qui réclame sa part d'argent mais constatant qu'il n y en a pas, il décide de tuer Stewie, ce qu'il fait. Pendant ce temps, le second duo a peur de mettre la famille en danger et pense à se suicider, mais seul Brian a le courage de commettre l'acte fatidique en se jetant du balcon de leur chambre d'hôtel. Le Brian du premier duo et le Stewie du second duo se rencontrent à l'arrêt de bus pour rentrer à la maison où ils se racontent chacun leur version de l'histoire pendant que leurs doubles font connaissance au paradis. |            |                                                                      |                             |                |                                   |                         |                                  |            |          |
| 210 | 22         | La fièvre du Country Club Non, ce club n'est pas pour le vieil homme | No Country Club For Old Men | Jerry Langford | Teresa Hsiao                      | 19 mai 2013             | 14 décembre 2015 12 juin 2014    | AACX21     | 5,16     |
| Cherchant sa télécommande, Stewie retrouve miraculeusement son harmonica mais il le laisse dans la baignoire et Peter a un accident avec. Comme l'opération coûte cher, Peter décide de garder son harmonica coincé et il commence à en jouer partout ce qui exaspère rapidement tout le monde. Il finit par se rendre à un concert où il parvient à déloger l'instrument. De retour à la maison, Chris tombe amoureux d'une fille Amanda qui appartient à un Country Club et il parvient à obtenir des invitations pour s y rendre. Carter est embarrassé par le fait que Peter et sa famille soient invités et essaye de les ridiculiser mais son piège se retourne contre lui et il se fait finalement expulser, Peter prenant sa place. Peter invite Carter pour pouvoir se moquer de lui jusqu'au moment où celui-ci admet qu'il ne peut pas vivre sans faire partie d'un club. Avec des encouragements de Lois, Peter essaye de réintégrer son beau-père mais cela ne réussit qu'à le faire renvoyer également. Il finit par démissionner. Peter s'excuse et Chris lui apprend qu'il a mis fin à sa liaison avec Amanda. Sur les conseils de Brian, Peter décide de s'enrichir afin que les membres du club reconsidèrent leurs points de vue. Ils arrivent en hélicoptère, se font chercher en limousine et se procurent des habits luxueux mais alors que le propriétaire s'apprêtait à leur donner une seconde chance, Peter révèle le pot aux roses, ce qui revient à faire réintégrer Carter pendant que son gendre est expulsé sans ménagements. Peter revient à la maison, heureux d'être à nouveau lui-même mais préfère couper les cheveux de sa femme plutôt que de lui payer une séance chez le coiffeur. |            |                                                                      |                             |                |                                   |                         |                                  |            |          |